# Puchar Świata w kolarstwie torowym 2000
Puchar Świata w kolarstwie torowym w sezonie 2000 to 8. edycja tej imprezy. Organizowany przez UCI, obejmował pięć rund: w stolicy Rosji - Moskwie w dniach 19-21 maja 2000 roku, w kolumbijskim Cali w dniach 26-28 maja 2000 roku, w stolicy Meksyku w dniach 16-18 czerwca 2000 roku, we włoskim Turynie w dniach 14-17 lipca 2000 roku, oraz w malezyjskim Ipoh w dniach 11-13 sierpnia 2000 roku.
Trofeum sprzed roku obroniła reprezentacja Francji.

## Klasyfikacja narodów
| Miejsce | Państwo           | Punkty |
| ------- | ----------------- | ------ |
| 1.      | Francja           | 365    |
| 2.      | Włochy            | 277    |
| 3.      | Niemcy            | 250    |
| 4.      | Australia         | 225    |
| 5.      | Stany Zjednoczone | 180    |
| 6.      | Rosja             | 168    |
| 7.      | Nowa Zelandia     | 159    |
| 8.      | Holandia          | 138    |
| 9.      | Hiszpania         | 125    |
| 10.     | Wielka Brytania   | 122    |

## Wyniki

### Mężczyźni

#### Keirin
| Lp | Miasto               | 1. miejsce      | 2. miejsce              | 3. miejsce       |
| -- | -------------------- | --------------- | ----------------------- | ---------------- |
| 1. | Moskwa               | Jan van Eijden  | Pavel Buráň             | Ainārs Ķiksis    |
| 2. | Cali                 | Ivan Vrba       | Darryn Hill             | Roberto Chiappa  |
| 3. | Meksyk               | Roberto Chiappa | Eyk Pokorny             | Jobie Dajka      |
| 4. | Turyn                | Ainārs Ķiksis   | José Antonio Villanueva | Mickaël Bourgain |
| 5. | Ipoh                 | Zawody odwołane | Zawody odwołane         | Zawody odwołane  |
|    | Klasyfikacja końcowa | Roberto Chiappa | Ainārs Ķiksis           | Mickaël Bourgain |

#### 1000 m
| Lp | Miasto               | 1. miejsce      | 2. miejsce            | 3. miejsce        |
| -- | -------------------- | --------------- | --------------------- | ----------------- |
| 1. | Moskwa               | Hervé Thuet     | José Antonio Escuredo | Jason Queally     |
| 2. | Cali                 | Arnaud Duble    | Shane Kelly           | Garen Bloch       |
| 3. | Meksyk               | Arnaud Tournant | Ben Kersten           | Grzegorz Krejner  |
| 4. | Turyn                | Stefan Nimke    | Grzegorz Krejner      | Andrij Wynokourow |
| 5. | Ipoh                 | Arnaud Duble    | Teun Mulder           | Matthew Sinton    |
|    | Klasyfikacja końcowa | Arnaud Duble    | Grzegorz Krejner      | Teun Mulder       |

#### Sprint indywidualny
| Lp | Miasto               | 1. miejsce       | 2. miejsce         | 3. miejsce       |
| -- | -------------------- | ---------------- | ------------------ | ---------------- |
| 1. | Moskwa               | Laurent Gané     | Roberto Chiappa    | Jan van Eijden   |
| 2. | Cali                 | Marty Nothstein  | Vincent Le Quellec | Florian Rousseau |
| 3. | Meksyk               | Eyk Pokorny      | Mickaël Bourgain   | Viesturs Bērziņš |
| 4. | Turyn                | Ainārs Ķiksis    | Matthias John      | Viesturs Bērziņš |
| 5. | Ipoh                 | Mickaël Bourgain | Matthias John      | Anthony Peden    |
|    | Klasyfikacja końcowa | Mickaël Bourgain | Mickaël Bourgain   | Viesturs Bērziņš |

#### Sprint drużynowy
| Lp | Miasto               | 1. miejsce                                                                   | 2. miejsce                                                     | 3. miejsce                                                             |
| -- | -------------------- | ---------------------------------------------------------------------------- | -------------------------------------------------------------- | ---------------------------------------------------------------------- |
| 1. | Moskwa               | Hiszpania · Salvador Melia · José Antonio Villanueva · José Antonio Escuredo | Wielka Brytania · Chris Hoy · Jason Queally · Craig MacLean    | Łotwa · Ivo Lakučs · Ainārs Ķiksis · Viesturs Bērziņš                  |
| 2. | Cali                 | Hiszpania · Salvador Melia · José Antonio Villanueva · José Antonio Escuredo | Francja · Arnaud Duble · Vincent Le Quellec · Florian Rousseau | Grecja · George Chimonetos · Dimitris Georgalis · Labros Wassilopoulos |
| 3. | Meksyk               | Francja · Arnaud Duble · Arnaud Tournant · Mickaël Bourgain                  | Niemcy · Carsten Bergemann · Eyk Pokorny · Matthias John       | Łotwa · Ivo Lakučs · Ainārs Ķiksis · Viesturs Bērziņš                  |
| 4. | Turyn                | Polska · Grzegorz Krejner · Konrad Czajkowski · Marcin Mientki               | Niemcy · Stefan Nimke · René Wolff · Matthias John             | Wielka Brytania · Chris Hoy · Jason Queally · Neil Campbell            |
| 5. | Ipoh                 | Francja · Jérôme Hubschwelin · Arnaud Duble · Mickaël Bourgain               | Japonia · Takahiro Arai · Akihiro Isezaki · Yuish Sasaki       | Nowa Zelandia · Timothy Carswell · Anthony Peden · Matthew Sinton      |
|    | Klasyfikacja końcowa | Francja                                                                      | Hiszpania                                                      | Japonia                                                                |

#### Wyścig indywidualny na dochodzenie
| Lp | Miasto               | 1. miejsce       | 2. miejsce        | 3. miejsce         |
| -- | -------------------- | ---------------- | ----------------- | ------------------ |
| 1. | Moskwa               | Jens Lehmann     | Francis Moreau    | Aleksiej Markow    |
| 2. | Cali                 | Dylan Casey      | Gary Anderson     | Robert Slippens    |
| 3. | Meksyk               | Stefan Steinweg  | Andrea Collinelli | Philippe Ermenault |
| 4. | Turyn                | Serhij Matwiejew | Mauro Trentini    | Robert Karśnicki   |
| 5. | Ipoh                 | Ondřej Sosenka   | Robert Karśnicki  | Gary Anderson      |
|    | Klasyfikacja końcowa | Robert Karśnicki | Ondřej Sosenka    | Gary Anderson      |

#### Wyścig drużynowy na dochodzenie
| Lp | Miasto               | 1. miejsce                                                                           | 2. miejsce                                                                                | 3. miejsce                                                                            |
| -- | -------------------- | ------------------------------------------------------------------------------------ | ----------------------------------------------------------------------------------------- | ------------------------------------------------------------------------------------- |
| 1. | Moskwa               | Rosja · Dienis Smysłow · Władimir Karpiec · Eduard Gricun · Aleksiej Markow          | Niemcy · Jens Lehmann · Christian Bach · Sébastian Siedler · Andreas Müller               | Francja · Damien Pommereau · Cyril Bos · Philippe Ermenault · Francis Moreau          |
| 2. | Cali                 | Nowa Zelandia · Timothy Carswell · Gregory Henderson · Lee Vertongen · Gary Anderson | Australia · Graeme Brown · Brent Dawson · Ashley Hutchinson · Stephen Wooldridge          | Stany Zjednoczone · Dylan Casey · Derek Bouchard-Hall · Erin Hartwell · Thomas Mulkey |
| 3. | Meksyk               | Włochy · Mario Benetton · Andrea Collinelli · Mauro Trentini · Ivan Quaranta         | Holandia · John den Braber · Jens Mouris · Robert Slippens · Wilco Zuijderwijk            | Francja · Franck Perque · Fabien Merciris · Philippe Ermenault · Julien Tejada        |
| 4. | Turyn                | Włochy · Mario Benetton · Andrea Collinelli · Mauro Trentini · Ivan Quaranta         | Ukraina · Ołeksandr Symonenko · Serhij Matwiejew · Lubomyr Połatajko · Ołeksandr Fedenko  | Wielka Brytania · Paul Manning · Bryan Steel · Chris Newton · Bradley Wiggins         |
| 5. | Ipoh                 | Nowa Zelandia · Brendon Cameron · Gregory Henderson · Lee Vertongen · Gary Anderson  | Polska · Grzegorz Mroziński · Robert Karśnicki · Sebastian Jezierski · Szymon Kurdynowski | Iran · Amir Zargari · Moussa Arbati · Alireza Haghi · Abbas Saeidi Tanha              |
|    | Klasyfikacja końcowa | Włochy                                                                               | Nowa Zelandia                                                                             | Francja                                                                               |

#### Madison
| Lp | Miasto               | 1. miejsce                                   | 2. miejsce                                           | 3. miejsce                                   |
| -- | -------------------- | -------------------------------------------- | ---------------------------------------------------- | -------------------------------------------- |
| 1. | Moskwa               | Dania · Jacob Filipowicz · Jimmy Hansen      | Austria · Franz Stocher · Roland Garber              | Belgia · Matthew Gilmore · Frank Corvers     |
| 2. | Cali                 | Australia · Ashley Hutchinson · Graeme Brown | Nowa Zelandia · Timothy Carswell · Gregory Henderson | Austria · Franz Stocher · Werner Riebenbauer |
| 3. | Meksyk               | Hiszpania · Joan Llaneras · Isaac Gálvez     | Włochy · Adriano Baffi · Marco Villa                 | Szwajcaria · Kurt Betschart · Bruno Risi     |
| 4. | Turyn                | Słowacja · Martin Liška · Jozef Žabka        | Włochy · Silvio Martinello · Marco Villa             | Belgia · Matthew Gilmore · Etienne De Wilde  |
| 5. | Ipoh                 | Zawody odwołane                              | Zawody odwołane                                      | Zawody odwołane                              |
|    | Klasyfikacja końcowa | Włochy                                       | Austria                                              | Belgia                                       |

#### Wyścig punktowy
| Lp | Miasto               | 1. miejsce                        | 2. miejsce        | 3. miejsce    |
| -- | -------------------- | --------------------------------- | ----------------- | ------------- |
| 1. | Moskwa               | Lubor Tesař                       | Franz Stocher     | Joan Llaneras |
| 2. | Cali                 | Marlon Pérez Arango               | Franz Stocher     | Glen Thompson |
| 3. | Meksyk               | Matthew Gilmore                   | Wilco Zuijderwijk | Adriano Baffi |
| 4. | Turyn                | Cho Ho-sung                       | Eduard Gricun     | Marlon Pérez  |
| 5. | Ipoh                 | Glen Thompson                     | Jukka Heinikainen | Colby Pearce  |
|    | Klasyfikacja końcowa | Marlon Pérez Arango Glen Thompson |                   | Franz Stocher |

### Kobiety

#### 500 m
| Lp | Miasto               | 1. miejsce         | 2. miejsce         | 3. miejsce           |
| -- | -------------------- | ------------------ | ------------------ | -------------------- |
| 1. | Moskwa               | Jiang Cuihua       | Félicia Ballanger  | Swietłana Grankowska |
| 2. | Cali                 | Lyndelle Higginson | Céline Nivert      | Nancy Contreras      |
| 3. | Meksyk               | Nancy Contreras    | Lyndelle Higginson | Ulrike Weichelt      |
| 4. | Turyn                | Félicia Ballanger  | Wang Yan           | Katrin Meinke        |
| 5. | Ipoh                 | Katrin Meinke      | Céline Nivert      | Szilvia Szabolcsi    |
|    | Klasyfikacja końcowa | Nancy Contreras    | Félicia Ballanger  | Lyndelle Higginson   |

#### Sprint indywidualny
| Lp | Miasto               | 1. miejsce           | 2. miejsce        | 3. miejsce             |
| -- | -------------------- | -------------------- | ----------------- | ---------------------- |
| 1. | Moskwa               | Swietłana Grankowska | Félicia Ballanger | Natalla Markowniczenko |
| 2. | Cali                 | Lyndelle Higginson   | Tanya Lindenmuth  | Lori-Ann Muenzer       |
| 3. | Meksyk               | Lyndelle Higginson   | Tanya Lindenmuth  | Jennie Reed            |
| 4. | Turyn                | Félicia Ballanger    | Oksana Griszyna   | Natalla Markowniczenko |
| 5. | Ipoh                 | Katrin Meinke        | Szilvia Szabolcsi | Lu Yi Wen              |
|    | Klasyfikacja końcowa | Lyndelle Higginson   | Félicia Ballanger | Tanya Lindenmuth       |

#### Wyścig indywidualny na dochodzenie
| Lp | Miasto               | 1. miejsce           | 2. miejsce         | 3. miejsce          |
| -- | -------------------- | -------------------- | ------------------ | ------------------- |
| 1. | Moskwa               | Leontien van Moorsel | Marion Clignet     | Jelena Czałych      |
| 2. | Cali                 | Sarah Ulmer          | Antonella Bellutti | Alayna Burns        |
| 3. | Meksyk               | Antonella Bellutti   | Kathryn Watt       | Anouska van der Zee |
| 4. | Turyn                | Marion Clignet       | Sarah Ulmer        | Olga Slusariewa     |
| 5. | Ipoh                 | Zhao Haijuan         | Frances Newstead   | Nadieżda Własowa    |
|    | Klasyfikacja końcowa | Antonella Bellutti   | Marion Clignet     | Sarah Ulmer         |

#### Wyścig punktowy
| Lp | Miasto               | 1. miejsce          | 2. miejsce         | 3. miejsce          |
| -- | -------------------- | ------------------- | ------------------ | ------------------- |
| 1. | Moskwa               | Jelena Czałych      | Marion Clignet     | Antonella Bellutti  |
| 2. | Cali                 | Alayna Burns        | Antonella Bellutti | Mandy Poitras       |
| 3. | Meksyk               | Anouska van der Zee | Belem Guerrero     | Megan Troxell       |
| 4. | Turyn                | Olga Slusariewa     | Antonella Bellutti | Teodora Ruano       |
| 5. | Ipoh                 | Frances Newstead    | Rochelle Gilmore   | Nadieżda Własowa    |
|    | Klasyfikacja końcowa | Antonella Bellutti  | Belem Guerrero     | Anouska van der Zee |